# 克薩爾特佩克 (奇基穆拉省)
克薩爾特佩克（西班牙語：Quezaltepeque），是危地馬拉的城鎮，位於該國東部，由奇基穆拉省負責管轄，面積236平方公里，海拔高度684米，2002年人口24,759，人口密度每平方公里104.91人。